# Eduard Christian Trapp
Eduard Christian Trapp (* 31. Oktober 1804 in Lauterbach; † 26. September 1854 in Homburg vor der Höhe) war ein deutscher Mediziner. Er gründete das Heilbad Homburg vor der Höhe.

## Leben
Trapp wurde 1804 in der zu Hessen-Darmstadt gehörenden Stadt Lauterbach im Vogelsberg geboren. Nachdem sein Vater Amtmann des Landgrafen von Hessen-Homburg geworden war, lebte er von 1808 bis 1817 in der Residenzstadt Homburg vor der Höhe. Hier ließ er sich nach Abschluss seines Medizinstudiums nieder, das ihn auch nach Paris und Wien geführt hatte. Er bekam eine Anstellung als zweiter Stadt- und Amtsphysikus und Militärarzt. Während seines Studiums wurde er 1822 Mitglied der Alten Gießener Burschenschaft Germania.
Für die Entwicklung Homburgs zum Heilbad hat Eduard Christian Trapp die entscheidenden Schritte getan. Er fand im heutigen Kurpark die heutige Elisabethenquelle wieder und veranlasste, dass sein Freund, der Chemiker Justus von Liebig, das Wasser untersuchte und seine Heilkraft nachhaltig bestätigte. Daraufhin setzte er sich mit wissenschaftlichen Veröffentlichungen und Vortragsreisen dafür ein, die Erfolge der Homburger Kur bekannt zu machen. Er nahm in seiner Villa selbst Kurgäste zur Behandlung auf, darunter regierende Fürsten und deren Angehörige. Mit zu den Ersten gehörte die Gattin des späteren Kaisers Wilhelm I., Augusta von Sachsen-Weimar-Eisenach, die 1844 hier wohnte.
Trapp fand – neben kritischen Stimmen – überwiegend Anerkennung in der Stadt, die ihn zum Ehrenbürger ernannte. Auch der Landgraf bestellte ihn zu seinem Leibarzt. Doch am 26. September 1854 starb er unerwartet im Alter von 49 Jahren. Sein Grab befindet sich auf dem reformierten Friedhof in Bad Homburg. Seine Villa in der Kaiser-Friedrich-Promenade steht unter Denkmalschutz.

## Familie
Aus seiner Ehe mit Freifrau Marie Sophie von Hofmann, deren Vater August Konrad Hofmann später Hessen-Darmstädtischer Finanzminister wurde, gingen fünf Kinder hervor. Von diesen ist der 1836 geborene August zu erwähnen, der Berufsoffizier in der Marine des Kaiserreichs Österreich wurde, zu dem die Landgrafschaft Hessen-Homburg mannigfaltige Beziehungen pflegte. Er wurde 1876 in den erblichen Adelsstand erhoben. Noch bekannter geworden ist dessen Sohn Georg Ludwig von Trapp der ebenfalls Marineoffizier und später Vater der berühmten Trappfamilie geworden ist.